# Чернооково (Добрицька область)
Черноо́ково (болг. Чернооково) — село в Добрицькій області Болгарії. Входить до складу общини Генерал-Тошево.

## Населення
За даними перепису населення 2011 року у селі проживали 277 осіб.
Національний склад населення села:
| Національність   | Кількість осіб | Відсоток |
| ---------------- | -------------- | -------- |
| болгари          | 198            | 81,1%    |
| цигани           | 41             | 16,8%    |
| інша             | 3              | 1,2%     |
| Всього відповіли | 244            |          |

Розподіл населення за віком у 2011 році:
Динаміка населення: